# 산부정
산부정(山武町)은 지바현 산부군에 존재했던 정이다.

## 지리
구주쿠리 평야의 끝자락에 위치한 이 마을은 동쪽은 평탄한 지형이지만 서쪽은 언덕과 평야가 뒤섞여 있는 특수한 지형을 가지고 있다.

## 역사
- 1955년 1월 1일 - 무쓰오카촌, 휴가촌이 합병해 성립하였다.
- 2006년 3월 27일 - 나루토정, 마쓰오정, 하스누마촌과 합병해, 산무시가 신설되어, 51년의 마을 정치에 막을 내렸다.

## 교통

### 철도
- 동일본 여객철도 (JR동일본)
  - 소부 본선

### 도로
- 지바현도 제22호선
- 지바현도 제45호선
- 지바현도 제78호선
- 지바현도 제116호선
- 지바현도 제117호선